# Муравленківський міський округ
Муравленківський міський округ (рос. Муравленковский городской округ) — адміністративна одиниця Ямало-Ненецького автономного округу Російської Федерації.
Адміністративний центр — місто та єдиний населений пункт Муравленко.

## Населення
Населення району становить 34427 осіб (2018; 33391 у 2010, 35926 у 2002).